# The Beginning of Infinity
The Beginning of Infinity: Explanations that Transform the World is een populair-wetenschappelijk boek van de natuurkundige David Deutsch, voor het eerst gepubliceerd in 2011.

## Inhoud
Deutsch beschouwt de Verlichting van de 18e eeuw als het begin van een oneindige opeenvolging van doelgerichte kenniscreatie. Kennis bestaat hier uit informatie met een goede verklarende functie die bewezen heeft bestand te zijn tegen falsificatie. Elk reëel proces is fysiek mogelijk om uit te voeren, mits de kennis daarvoor is verworven. De Verlichting schiep de voorwaarden voor kenniscreatie die de toenmalige statische samenlevingen verstoorde. Deze voorwaarden zijn de waardering van creativiteit en het vrije en open debat dat ideeën blootstelde aan kritiek, ten einde die goede verklarende ideeën aan het licht te brengen die van nature falsificatie weerstaan omdat ze op de werkelijkheid gebaseerd zijn. Deutsch wijst op eerdere momenten in de geschiedenis, zoals Florence tijdens de Renaissance en Plato's Academie in de Gouden Eeuw van Athene, waar dit proces bijna op gang kwam voordat het bezweek onder de weerstand tegen verandering in hun statische samenlevingen.
In navolging van Karl Popper stelt Deutsch dat wetenschappelijke theorieën niet gebouwd zijn op feiten maar op goede verklaringen, die verkregen worden door te speculeren op basis van denkkracht. Feiten dienen alleen om de theorieën te testen en te falsificeren. Deutsch neem daarom ook stelling tegen reductionisme. Goede verklaringen kunnen op meerdere niveaus, inclusief emergente niveaus, gegeven worden. Het idee dat alleen verklaringen op het kleinste schaalniveau fundamenteel zijn is arbitrair en provinciaal.
Ook bekritiseert Deutsch stromingen als empirisme, logisch positivisme, behaviorisme, instrumentalisme en post-modernisme. Deze noemt hij voorbeelden van slechte filosofie, die focussen op feiten en verklaringloze voorspellingen. Ze hebben bijvoorbeeld geleid tot dehumaniserende, materialistische theorieën over het menselijk denken en de belemmering van de groei van kennis.
De groei van kennis gaat met kleine stapjes, en is in eerste instantie provinciaal. Dat wil zeggen: geldig binnen een beperkt gezichtspunt. Op veel gebieden maakt de kennisgroei echter op een gegeven moment een sprong naar universaliteit. Voor een dergelijke kennisgroei, die in principe een open einde heeft, is de mogelijkheid tot het corrigeren van fouten cruciaal. De sprong naar universaliteit vindt daarom alleen plaats in digitale processen en systemen, waarin het duidelijk is of iets fout is of niet. Voorbeelden zijn taal, DNA replicatie en computers. Fouten zijn er altijd, maar hoe beter en sneller ze ontdekt kunnen worden hoe beter het systeem is. Deutsch is daarom bijvoorbeeld ook voorstander van een politiek tweepartijenstelsel, waarin per regeerperiode één partij aan de macht is in plaats van een coalitieregering. Dat maakt het voor de kiezer makkelijker om slecht beleid te herkennen en weg te stemmen.
De oorsprong van intelligentie is complexer dan simpelweg brute rekenkracht, vermoedt Deutsch, en hij wijst daarbij op het gebrek aan vooruitgang in turingtest AI-programma's in de zes decennia sinds de turingtest voor het eerst werd voorgesteld. Wat voor kenniscreatie van belang is, zegt Deutsch, is creativiteit. Nieuwe ideeën die een goede verklaring bieden voor fenomenen vereisen out-of-the-box denken, aangezien het onbekende niet gemakkelijk kan worden voorspeld op basis van ervaringen uit het verleden. Om dit te testen zou een AI-gedragsevolutieprogramma voor robotbeweging met willekeurige getallen gevoed kunnen worden om te zien of kennis spontaan ontstaat, zonder onbedoelde besmetting door de creatieve input van een menselijke programmeur. Als die kennis inderdaad ontstaat zou Deutsch toegeven dat intelligentie niet zo'n moeilijk probleem is als hij momenteel denkt.
Deutsch ziet kwantumsuperposities en de Schrödingervergelijking als bewijs voor zijn veel werelden quantum multiversum, waar alles dat fysiek mogelijk is ook gebeurt, in een oneindige vertakking van alternatieve geschiedenissen. Deutsch stelt dat een groot deel van onze fictie ergens in het multiversum overeenkomt met feiten. Deutsch prijst het nut van het concept van fungibiliteit in kwantumtransacties. Zijn universa en de deeltjes die ze bevatten zijn inwisselbaar in hun interacties over de gehele multiversumstructuur. Deutsch legt uit dat interferentie bewijs biedt voor dit multiversum-fenomeen waarbij alternatieve geschiedenissen elkaar beïnvloeden zonder dat informatie kan worden overgedragen, omdat ze kort na het voorkomen van alternatieve gebeurtenissen weer fungibel met elkaar verweven zijn. Volgens Deutsch is ons perspectief op elk object dat we met onze zintuigen ontwaren slechts een enkele universumschijf van een veel groter quantum multiversum-object.
Deutsch speculeert over het proces van ontwikkeling van de menselijke cultuur vanuit een genetische basis naar een memetische emergentie. Deze emergentie leidde in eerste instantie tot het ontstaan van statische samenlevingen waar innovatie plaatsvindt, maar meestal met een snelheid die te traag is voor individuen om tijdens hun leven op te merken. Pas toen de kennis werd verworven om doelgericht nieuwe kennis te creëren door middel van goede verklaringen begon, tijdens de Verlichting, het begin van de oneindigheid. Deutsch verklaring voor menselijke creativiteit is dat het is geëvolueerd als een manier om bestaande memen getrouw te reproduceren, omdat er creatieve intelligentie nodig is om een verfijnde regelset te produceren die bestaande memen die voordeel opleveren nog getrouwer te reproduceren. Uit dit toegenomen creatieve vermogen ontstond het vermogen om geheel nieuwe memen te creëren en werd de mens een universele constructeur, wat de technologische ontwikkeling versnelde.
Een belangrijk onderscheid, dat volgens Deutsch in de literatuur over memen niet onderkend wordt, is het verschil tussen rationele en anti-rationele memen. Anti-rationele memen repliceren zichzelf door zich te beschermen tegen kritiek door middel van dogma's, onvrijheid en het onderdrukken van creativiteit, en zijn verantwoordelijk voor statische, vaak onplezierige samenlevingen die ten onder gaan aan problemen waarvoor de kennis ontbreekt om ze op te lossen. Rationale memen zorgen voor hun replicatie door van nut te zijn voor mensen, en zijn typisch voor dynamische, stabiele samenlevingen waarin vooruitgang plaatsvindt.
Deutsch bekritiseert onder andere het geografisch determinisme van Jared Diamond's theorie over de dominantie van Europa over de andere continenten, beschreven in zijn boek Guns, Germs, and Steel. Ook genetisch determinisme wijst Deutsch af. Volgens hem is de geschiedenis de geschiedenis van ideeën, en had de aanhoudende kenniscreatie overal kunnen ontstaan en tot een begin van oneindigheid kunnen leiden; het gebeurde echter het eerst in Europa, dankzij een intellectueel klimaat waarin de vrije uitwisseling van ideeën en de bekritisering ervan mogelijk was. Daarmee werd een proces in gang gezet dat vanzelf verder gaat. Deutsch prijst het filosofische concept van optimisme, waarin problemen weliswaar onvermijdelijk zijn, maar waarin ook ieder probleem opgelost kan worden, mits de juiste kennis wordt gezocht en verworven.

## Ontvangst
David Albert, hoogleraar filosofie aan de Columbia University, beschreef het boek in een recensie van de New York Times als 'briljant en opwindend', maar in plaats van dat het een 'strak, groots, cumulatief systeem van ideeën' is, is het volgens hem een 'groot, breed, geleerd, meanderend gesprek'. Hij stelt ook dat Deutsch niet "een levende wetenschappelijke hypothese" presenteert, maar "[een] stemming die wordt geïnformeerd door diepgaande en vindingrijke reflectie over de beste en meest geavanceerde wetenschap die we hebben". Doug Johnstone schrijft in The Independent dat Deutsch "onderzoek naar de multiversumtheorie van de kwantumfysica geweldig is. Maar wanneer hij probeert zijn ideeën toe te passen op esthetiek, culturele creativiteit en moraalfilosofie, lijkt hij op wankeler grond te staan en is hij daardoor minder dwingend". Peter Forbes, die ook in The Independent schrijft, heeft een positievere kijk op de ideeën en denkwijze van Deutsch.
De recensie van The Economist zegt dat The Beginning of Infinity "even gedurfd" is als Deutsch vorige boek The Fabric of Reality, en "de conclusies zijn net zo diepgaand. De heer Deutsch betoogt dat goede verklaringen morele filosofie, politieke filosofie en zelfs esthetiek informeren. Hij is provocerend en overtuigend." Kirkus Reviews vindt dat het boek "Een filosofische verkenning van vooruitgang is, verrassend helder en tot nadenken stemmend".